# Leahu-Nacu, Iași
Leahu-Nacu este un sat în comuna Deleni din județul Iași, Moldova, România.